# 수비율

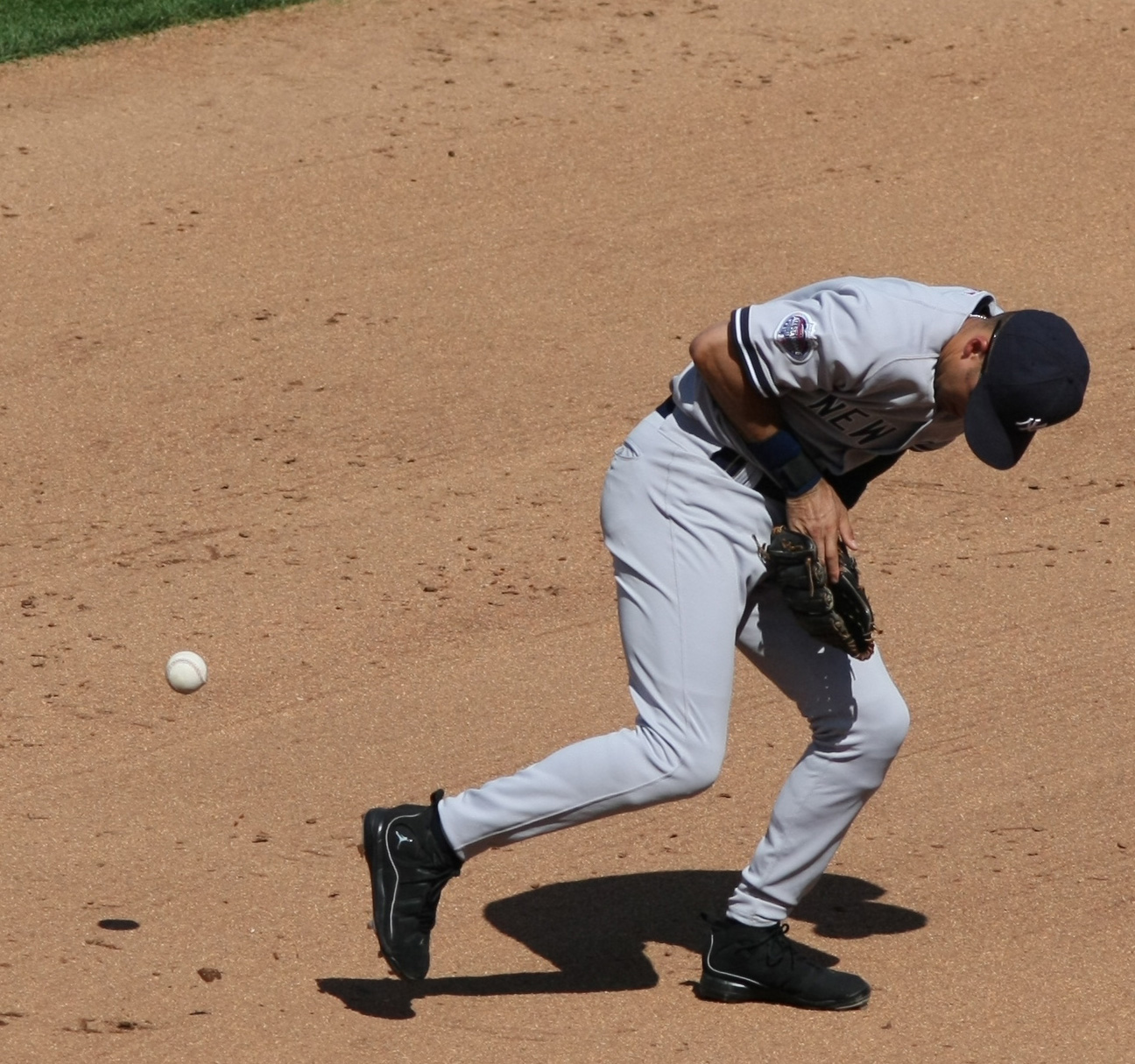
데릭 지터가 공을 뒤로 흘리는 실책을 범하고 있다.

수비율(守備率, 영어: fielding percentage, fielding average)은 야수의 수비 성적을 나타내는 지표로, 야수가 수비 상황에서 송구, 포구, 중계 플레이를 어느 정도로 실수 없이 수행하였는지를 수치값으로 나타낸다. 수비율은 자살과 보살을 합한 수치에서 수비기회(자살, 보살, 실책을 합한 값)를 나눈 값으로, 천분율로 표시한다.
수비율은 야구에서 수비 성적을 나타내는 몇 없는 지표이긴 하지만 맹점이 존재한다. 수비 시도가 적은 선수 또한 수비율이 높게 나타나는 경우가 있기 때문에 선수의 수비 범위를 물리적으로 측정 및 비교할 수 없으며, 수비기회가 충분하지 않은 경우 선수들 간의 수비 능력을 비교할 수 없다. 또한 야구 기록원의 재량에 따라 실책의 여부가 판단되기 때문에 객관성이 떨어진다는 비판이 있다. 이러한 단점을 보완하기 위해 레인지 팩터(영어: range factor, RF)나 얼티밋 존 레이팅(영어: Ultimate Zone Rating, UZR)과 같은 다른 수비 지표를 이용하기도 한다.
리그에서 수비 부문에서 개인상을 수상하기 위해서는 선수는 다음과 같은 조건을 만족해야 한다. 포수는 팀 당 연간 총 경기수의 절반 이상의 경기에서 포수로 출장해야 한다. 내야수 또는 외야수는 팀 당 연간 총 경기수의 2/3 이상의 경기에서 해당 포지션으로 출장해야 한다. 투수는 팀 당 연간 총 경기수와 같은 수 이상의 경기에서 투구해야 한다. 다만 규정 투구 횟수에 미달한 투수가 규정 투수 횟수를 충족한 투수보다 수비기회를 더 많이 기록했으며 수비율이 같거나 높은 경우에는, 해당 투수가 최고 수비율 투수가 된다.
메이저 리그 베이스볼에서 역대 최고의 수비율을 기록했던 팀은 2013년의 볼티모어 오리올스로, .991의 수비율을 기록하였다. 또한 메이저 리그에서 역대 최고의 수비율을 기록했던 시즌은 2013 시즌으로, .985의 수비율을 기록하였다.
KBO 리그에서 2001년 이후 최고의 수비율을 기록했던 팀은 2008년의 한화 이글스로, .98756의 수비율을 기록하였다. 2위는 2013년의 두산 베어스로, .98751의 수비율을 기록하였다. 2012년은 KBO 리그에서 2001년 이후 최고의 수비율을 기록했던 해로, .98466의 수비율을 기록했다.

## 같이 보기
- 야구의 포지션
- 얼티밋 존 레이팅